# Angus Macfadyen
Angus Macfadyen, född 21 september 1963 i Glasgow, är en skotsk skådespelare mest känd för sina roller som Robert Bruce i Braveheart och Jeff Reinhart i Saw III, Saw IV och Saw V (flashback). 
Macfadyen gick på University of Edinburgh och Central School of Speech and Drama i London.